# Саловка (Мордовия)
Саловка — село, центр сельской администрации в Лямбирском районе. Население 86 чел. (2001), в основном русские.
Расположено на р. Салминке, в 10 км от районного центра и 20 км от железнодорожной станции Саранск. Название-антропоним: владельцем населенного пункта был А. М. Салов, о чём упомянуто в «Составе мужского населения Завального и Руднинского станов Саранского уезда на 1725 год». В «Списке населённых мест Пензенской губернии» (1869) Саловка (Саловский Умёт, Знаменское) — село владельческое из 110 дворов Саранского уезда. По данным 1913 г., в Саловке было 153 двора (840 чел.); крупное имение Тимирязева, церковь, кредитное товарищество, хлебозапасный магазин, пожарная машина, 3 ветряные мельницы, кузница, лавка. В 1931 г. в селе насчитывалось 167 дворов (805 чел.). Были организованы колхозы «Новый путь», «Плодовод», с 1950-х гг. — колхоз «Смольковский», с 1960-х гг. — совхоз «Коммунар» (с 1993 г. — ГУП), с 1996 г. — ПО «Смольковское» РТП «Лямбирьремтехпред». В современном селе — фельдшерско-акушерский пункт; в пос. Совхоз «Коммунар» — средняя школа, детсад, библиотека, Дом культуры, магазины, отделение связи. Саловка — родина управляющего Отделением Пенсионного фонда РФ по РМ А. Г. Морозовой, заслуженных учителей школы МАССР  С. А. Морозова, Н. К. Ширяевой; с селом связаны жизнь и деятельность педагога А. П. Вершининой. В Саловскую сельскую администрацию входят пос. Совхоз «Коммунар» (829 чел.), Новомихайловский (57), Смоленский (2), с. Еремеево (20), Лопатино (330; родина Героя Социалистического Труда А. В. Парамоновой, актрисы Московского театра им. Н. В. Гоголя Г. Н. Щепетновой-Симоновой), Репьёвка (2), Смольково (215; родина поэта Д. Н. Цертелева; здесь бывали А. К. Толстой, живописец Л. М. Жемчужников), д. Лопатино (2), Мухановка (4), Новая Михайловка (103; родина певца, педагога Н. А. Мадонова), Новое Смольково (38) и Приволье (40 чел.).

## Источник
- Энциклопедия Мордовия, О. Ю. Бояркина, А. П. Кочеваткина.